# Knästorps kyrka
Knästorps kyrka är en kyrkobyggnad i Knästorp. Den tillhör Uppåkra församling i Lunds stift.

## Kyrkobyggnaden
Kyrkan byggdes på 1100-talet av tuktad (dvs huggen) gråsten i romansk stil med långhus, kor och absid. Byggmästare antas ha varit Skarhultsmästaren. Tornet tillkom troligen på 1200-talet men det var först på 1800-talet som ingången till kyrkan genom tornet togs upp. Tidigare var ingången på norra sidan. Triumfbågen är ursprunglig medan korsvalven slogs på 1400-talet.

## Inventarier
Dopfunten av sandsten är gjord på 1100-talet, också av Skarhultsmästaren. Ovanför dopfunten finns ett krucifix från 1700-talet. Predikstolens stomme är från 1880-talet men smyckad med delar från 1500-talets slut, bland annat bilder av de fyra evangelisterna.
Altaruppsatsen, en triptyk, ritades av Oscar Lewan 1884 i nygotisk stil. De tre målningarna utfördes av Fredrik Krebs på 1890-talet. Den mellersta föreställer Kristus, den högra aposteln Paulus och den vänstra den ”behornade” Moses (Moses har ofta avbildats med en hornliknande gloria). Han bär på en stentavla med budord. Nedanför honom stiger det upp rök. Det har tolkats som den brinnande busken som omtalas i Andra Mosebok men ur röken stiger en gestalt som har identifierats som den hinduiske guden Shiva. På Shivas huvud står flodgudinnan Ganges. Fredrik Krebs var teosof och därmed influerad av hinduism. Teosoferna menade att de olika religionerna hade en gemensam kärna. Krebs avbildade Shiva också på målningar i Bjällerups och Tottarps kyrkor.

I tornet hänger två kyrkklockor från 1770-talet respektive 1840-talet.

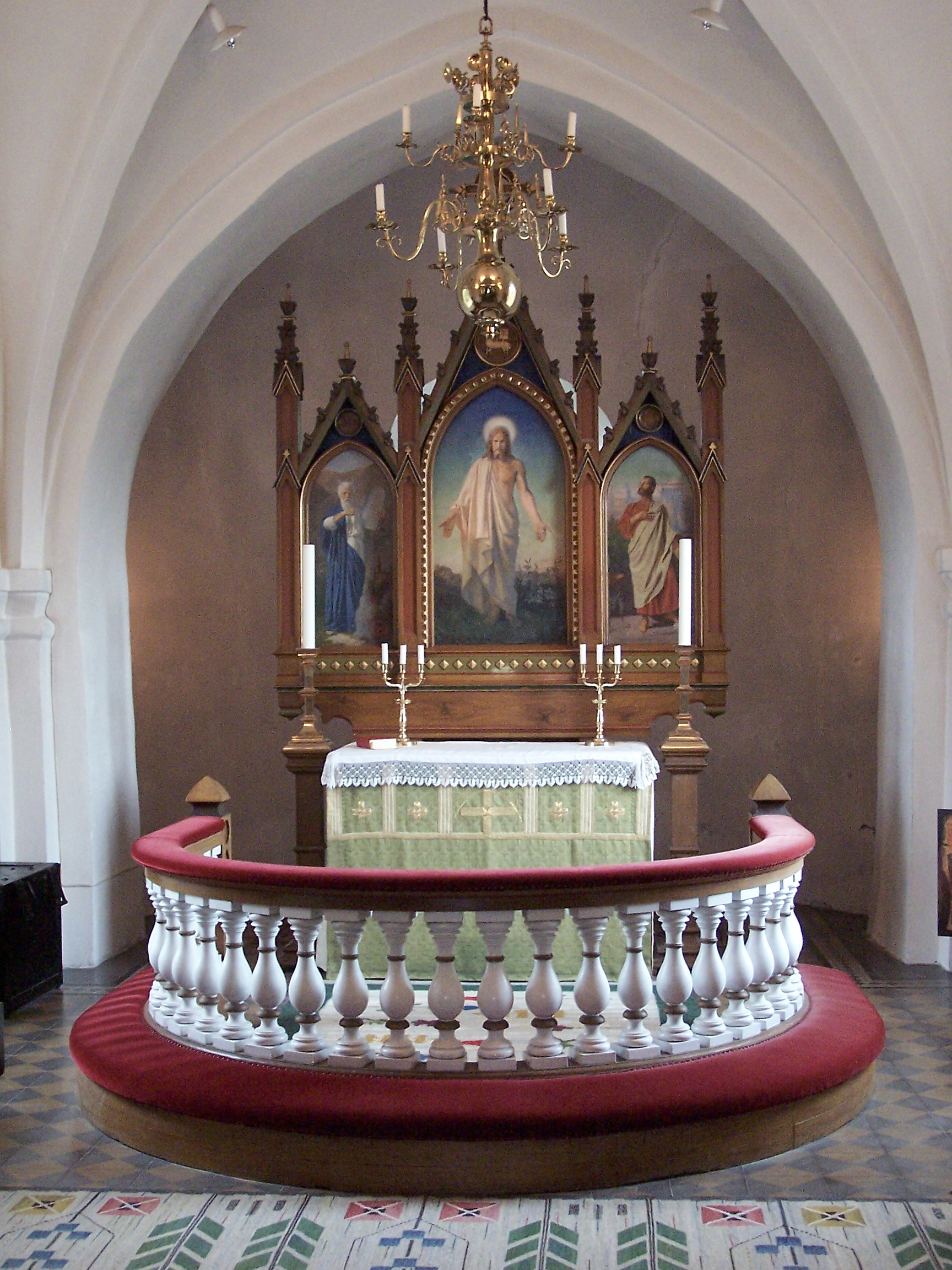
Koret med altaruppsatsen
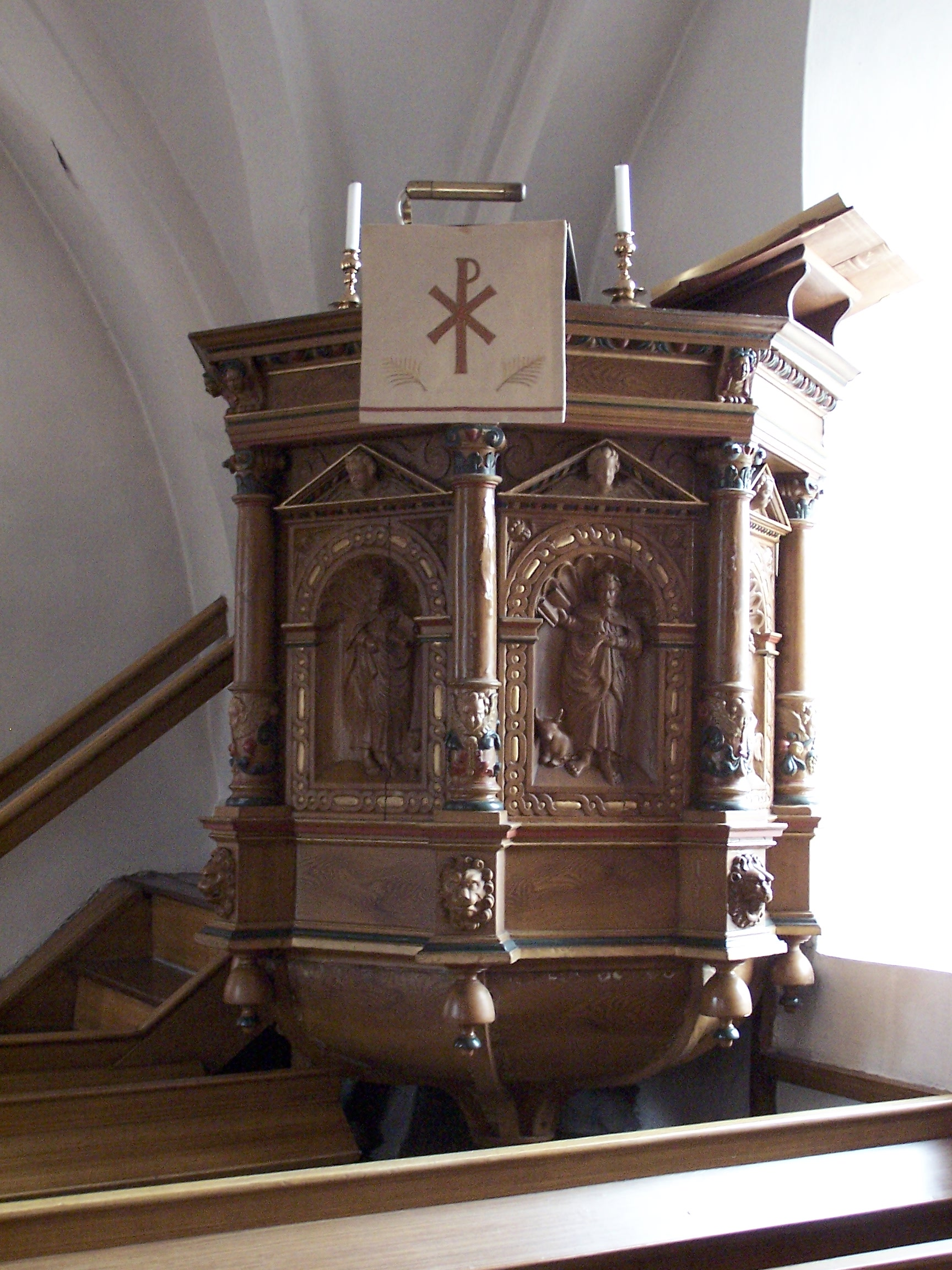
Predikstolen
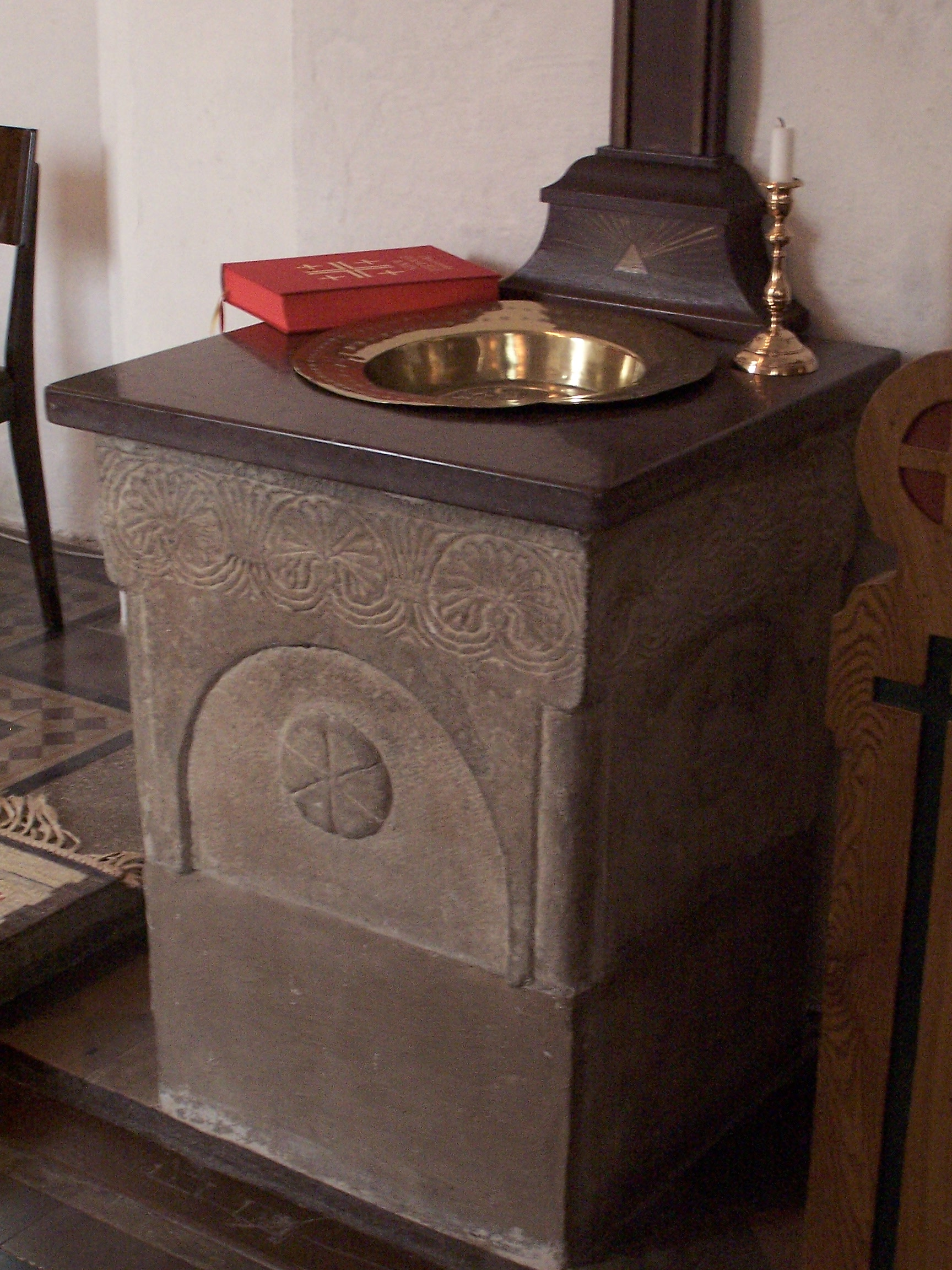
Dopfunten

### Orgel
- 1852 byggde Sven Fogelberg, Lund en orgel med 7 stämmor.
- Den nuvarande orgeln byggdes 1966 av I Starup & Søn, Köpenhamn och är mekanisk.

| Manual        | Pedal   | Koppel  |
| Gedackt 8'    | Bihängd | Man/Ped |
| Rørfløjte 4'  |         |         |
| Principal 2'  |         |         |
| Spidsoktav 1' |         |         |